# Oceanside (New York)
Pour les articles homonymes, voir Oceanside.
Oceanside est une Census-designated place située au sud de Hempstead dans le comté de Nassau dans l'État de New York.
La population était de 32 109 habitants en 2010.